# Раймонди, Маркантонио
Марканто́нио Раймо́нди, Марканто́нио Фра́нча (итал. Marcantonio Raimondi, Marcantonio Francia; ок. 1479, Сан-Мартино-даль-Арджине, Ломбардия — 1534, Болонья) — итальянский рисовальщик и гравёр, мастер офорта и резцовой гравюры на меди. «Первый крупный мастер, посвятивший себя популяризации произведений других художников». Известен как автор более трёхсот гравюр с произведений художников эпохи Возрождения, в том числе по рисункам Рафаэля, и памятников античности: архитектуры, ваз, орнаментов.

## Биография и творчество
Маркантонио провёл детские годы в Болонье. О его матери ничего не известно и почти ничего о семье отца. Джорджо Вазари называл художника «Марко Антонио Болоньезе». По свидетельству Вазари он провёл некоторое время во Франции (что косвенно подтверждает его монограмма «MAF»: Marcantonio Francia), затем странствовал между Венецией, Флоренцией и Римом. В его работах действительно ощущается французское влияние.
Маркантонио учился живописи в мастерской известного болонского ювелира и живописца Франческо Франча. В 1506—1508 годах жил и работал в Венеции, с большим успехом выполнял гравюры на мифологические и аллегорические сюжеты. Часто копировал рисунки и гравюры других художников. С 1506 года в Венеции успешно повторял гравюры Джулио Кампаньолы и немецких художников: Мартина Шонгауэра и Альбрехта Дюрера, которые в этом городе были хорошо известны, причём добивался такого сходства, подделывая даже монограммы, что зачастую копию было невозможно отличить от подлинника.
Причём Маркантонио не просто копировал, а демонстрировал «новые качества гравюры: великолепную точность контура, а рядом с деликатной штриховкой — точечную фактуру, которой достигаются самые мягкие переходы». Около 1506 года он воспроизвёл резцом на медных досках семнадцать довольно больших обрезных гравюр на дереве Дюрера из серии «Жизнь Марии» столь убедительно, «что приходится только удивляться, насколько мастерски он сумел преодолеть принципиальное различие между техниками высокой и глубокой гравюры. Затем Маркантонио пустил эти копии в Венеции в продажу как подлинные листы Дюрера».
Согласно рассказу Вазари, когда Дюрер узнал об этом, он вынужден был совершить в 1506 году второе путешествие в Италию, довольно трудное по тем временам, из Нюрнберга в Венецию, и подал жалобу на Маркантонио в венецианский Сенат, однако тот лишь запретил болонскому гравёру подписывать свои работы монограммой Альбрехта Дюрера. Встреча двух художников в Венеции считается возможной, однако согласно последним данным судебное разбирательство имело место не в Венеции, а после 1506 года в Риме.
Несколько позднее Маркантонио Раймонди скопировал на меди ещё тридцать семь обрезных гравюр Дюрера из серии «Малых Страстей», но уже без монограммы «AD».
К флорентийскому периоду относится гравюра «Сон Рафаэля», копия утраченной позднее картины Джорджоне, а также гравюры по композиции Микеланджело Буонарроти, «Битва при Кашине» для фрески во флорентийском Палаццо Веккьо. В 1510 году Маркантонио переехал в Рим, где познакомился с Рафаэлем Санти. С этого момента и до смерти Рафаэля в 1520 году, Раймонди работал над гравюрами по его произведениям, включая эскизы неосуществленных работ. Эти гравюры печатали в большом количестве, они предназначались для продажи и «вызывали восхищение всего Рима» (Вазари). Сам Рафаэль считал их частью своего творческого наследия и всячески поддерживал работу своеобразной «фабрики Маркантонио». Вместе с мастером в его римской мастерской работали его помощники и ученики Марко Денте, Дж. Каральо и Агостино Венециано.
В течение долгого времени много споров вызывал вопрос об авторстве знаменитой гравюры по рисунку Рафаэля «Избиение младенцев». Различные варианты этой гравюры выполняли и Маркантонио Раймонди, и Агостино Венециано, и Марко Денте.
Работа по произведениям Рафаэля привела Маркантонио к сотрудничеству с Джулио Романо, который первым заказал ему серию изображений, взятых из «Историй Венеры, Аполлона и Гиацинта» и из «Историй Магдалины и четырёх евангелистов». Шестнадцать гравюр эротического содержания по рисункам Джулио Романо к любовным сонетам Пьетро Аретино получили название Позы Аретино (публиковались в 1524 и в 1527 годах). «Позы» вызвали гнев папской курии и лично Климента VII. Джулио Романо избежал худших последствий, продолжает Вазари, уехав в Мантую, где его уже ожидал Федерико II Гонзага, а несчастный Раймонди оказался в тюрьме. Однако, по просьбе кардинала Ипполито Медичи и архитектора Баччо Бандинелли, он был помилован. Многие детали этой истории, пересказанной Вазари, историки подвергают сомнению.
Многие из гравюр Маркантонио, как и гравюры Агостино Венециано и Марко Денте по рисункам Рафаэля, использовали мастера декоративного искусства: резчики по дереву, чеканщики по металлу, ювелиры, мастера росписи итальянской майолики.
После разграбления Рима войсками Карла V в 1527 году (итал. Sacco di Roma) был пленён ландскнехтами. После уплаты выкупа был отпущен на свободу, но потерял всё свое имущество и был вынужден вернуться в Болонью, «чуть меньше нищего» (выражение Дж. Вазари).
Почти ничего не известно о последних годах жизни и деятельности Маркантонио Раймонди, вероятно, он умер в Болонье вскоре после своего возвращения из Рима, в любом случае, до 1534 года. В том же году Пьетро Аретино вспомнил его как "великого мастера, лучшего из всех в искусстве резьбы. Ныне очевидно, что творчество Маркантонио Раймонди ознаменовало начало длительной истории отдельного жанра (или разновидности) графического искусства: западноевропейской репродукционной гравюры.
- Леда и лебедь. Ок. 1505. Бумага, перо, тушь. Британский музей, Лондон
- Статуя Аполлона. По рисунку Рафаэля. Около 1512. Гравюра резцом на меди
- «Поднимающиеся». По рисунку Микеланджело «Битва при Кашине». 1510. Гравюра резцом на меди
- Лукреция. По рисунку Рафаэля. Ок. 1515. Гравюра резцом на меди
- Избиение младенцев. По рисунку Рафаэля. Ок. 1512. Гравюра резцом на меди (вариант без ели на дальнем плане справа)
- Римский император. Ок. 1520. Гравюра резцом на меди
- Две сивиллы со знаками зодиака. Ок. 1517. Гравюра резцом на меди